# Морант-Бей
Мора́нт-Бей (англ. Morant Bay) — крупнейший город и административный центр округа Сент-Томас (Ямайка).

## География
Расположен на юго-востоке острова Ямайка в 40 км от Кингстона. В 51 км от Морант-Бея находится принадлежащая Ямайке группа островов Морант-Кис.

## История
11 октября 1865 года в городе вспыхнуло восстание негритянского населения, возглавляемое баптистским священником Полом Боглом. Несколькими днями позднее по приказу губернатора Джона Эйра восстание было жестоко подавлено войсками, в результате чего было убито 439 человек, арестовано и позднее казнено ещё 354 участника восстания.